# Lista de jogos para Oculus Rift
Os jogos eletrônicos projetados para o equipamento de realidade virtual Oculus Rift, comercializado pela empresa Reality Labs. Esta não fornece séries de software.

## Movimentação natural
Os jogos com movimentação natural usam apenas a rotação da cabeça do jogador (sem o movimento de câmera induzido pelo dedo polegar ou teclado) que geralmente não causam enjôo aos jogadores. Os jogos marcados com * possuem movimentação artificial opcional, onde o teletransporte pode ser adicionado à movimentação natural.
| Título                                                                | Gênero                                              | Exclusivo | Dispositivos de entrada) | refs   |
| --------------------------------------------------------------------- | --------------------------------------------------- | --------- | ------------------------ | ------ |
| Cronos                                                                | RPG de aventura                                     | Sim       | controle                 | [ 5 ]  |
| Dead Secret (segredo morto)                                           | thriller de mistério                                | Não       | remote / controle        | [ 6 ]  |
| Defense Grid 2: Edição VR                                             | Defesa de torre                                     | Sim       | remote / controle        | [ 7 ]  |
| Drunk or Dead (bêbado ou morto)                                       | atirador de zumbis                                  | Não       | touch                    | [ 8 ]  |
| Gunslinger - Desafio de Tiro Cowboy                                   | ação e simulação                                    | Sim       | remote / controle        | [ 9 ]  |
| Hitman Go: Edição VR                                                  | Estratégia baseada em turnos                        | Sim       | remote / controle        | [ 10 ] |
| Keep Talking and Nobody Explodes (continue falando e ninguém explode) | Enigma social                                       | Não       | controle                 | [ 11 ] |
| Pinball FX2 VR                                                        | Arcade                                              | Não       | controle                 | [ 12 ] |
| Please, Don't Touch Anything (por favor, não toque em nada)           | Quebra-cabeça                                       | Não       | remote / controle        | [ 13 ] |
| The Vanishing of Ethan Carter (o desaparecimento de Ethan Carter VR)  | Mistério                                            | Não       | controle                 | [ 14 ] |
| Deadly Burrito* (burrito mortal)                                      | Atirador                                            | Sim       | touch                    | [ 15 ] |
| Rec Room* (sala de recreação) teletransporte opcional                 | FPS / RPG de ação / Esportes / Social               | Não       | touch                    | [ 16 ] |
| Derail Valley* (vale do descarrilamento)                              | Videogame de simulação, aventura, acesso antecipado | Não       | touch                    | [ 17 ] |

## Movimentação da cabine
Os jogos com movimentação de cabine usam uma cabine no formato cockpit para que os jogadores atravessem os ambientes. Equipamento que as vezes causa enjôo, variando de acordo com alguns fatores: o tamanho da cabine e a intensidade do movimento.
| Título                                                                 | Gênero                      | Exclusivo | Dispositivos de entrada)                                              | REF    |
| ---------------------------------------------------------------------- | --------------------------- | --------- | --------------------------------------------------------------------- | ------ |
| ADR1FT                                                                 | Aventura                    | Não       | controle                                                              | [ 18 ] |
| American Truck Simulator (simulador de caminhão americano)             | Simulação de condução       | Não       | Gamepad / Volante                                                     |        |
| Asset Corsa                                                            | Simulação de corrida        | Não       | volante                                                               |        |
| Bazar                                                                  | Aventura                    | Não       | controle                                                              |        |
| Digital Combat Simulator World (mundo do Simulador de Combate digital) | Simulação de voo            | Não       | Flight Stick / HOTAS / Pedais de leme / Gamepad / Mouse+teclado       |        |
| Rally DiRT                                                             | Simulação de corrida        | Sim       | volante                                                               |        |
| Elite Dangerous (elite perigosa)                                       | Simulação de voo espacial   | Não       | Gamepad / Flight Stick / HOTAS                                        |        |
| Euro Truck Simulator 2                                                 | Simulação de condução       | Não       | Gamepad / Volante                                                     |        |
| EVA: Valquíria                                                         | Espacial Dogfighter         | Não       | Gamepad / Flight Stick                                                |        |
| Flight Simulator X                                                     | Simulação de voo            | Não       | Flight Stick / HOTAS / Yoke / Rudder Pedals / Gamepad / Mouse+Teclado |        |
| Gunjack (pistoleiro)                                                   | Atirador de revólver        | Não       | controle                                                              |        |
| IL-2 Sturmovik: Great Battles                                          | Simulação de voo de combate | Não       | Flight Stick / HOTAS / Pedais de leme / Gamepad / Mouse+teclado       |        |
| iRacing                                                                | Simulação de corrida        | Sim       | volante                                                               |        |
| Viver para a velocidade                                                | Simulação de corrida        | Não       | volante                                                               |        |
| Prepar3D                                                               | Simulação de voo            | Não       | Flight Stick / HOTAS / Yoke / Rudder Pedals / Gamepad / Mouse+Teclado |        |
| Project CARS - Edição do Jogo do Ano                                   | Simulação de corrida        | Não       | Gamepad / Volante                                                     |        |
| Experiência de Corrida RaceRoom                                        | Simulação de corrida        | Não       | Gamepad / Volante                                                     |        |
| Radial-G: Racing Revolved                                              | Arcade Racer                | Não       | Gamepad / Mouse + Teclado / Volante                                   |        |
| Regata VR                                                              | simulação de navegação      | Não       | touch                                                                 |        |
| trovão de guerra                                                       | Simulação de voo            | Não       | Teclado+Mouse/Gamepad/HOTAS ou Flightstick                            |        |

Esses jogos movem artificialmente a "câmera", como o movimento do jogador com o polegar ou o movimento da câmera nos trilhos. Permitindo uma gama mais ampla de experiências, mas podem causar enjoo e prejudicar a imersão.
| Título                                         | Gênero                                | Exclusivo | Dispositivos de entrada)                  |
| ---------------------------------------------- | ------------------------------------- | --------- | ----------------------------------------- |
| Edge of Nowhere (limite do nada)               | Ação-Aventura Terror                  | Sim       | controle                                  |
| Emily Wants to Play (emily quer brincar)       | Horror                                | Não       | controle / mouse+Teclado                  |
| Fallout 4 Edição VR                            | Ficção científica                     | Não       | touch / controle / mouse+Teclado          |
| Into the Dead (dentro dos mortos)              | FPS de sobrevivência                  | Não       | controle                                  |
| Kumoon (com DLC)                               | Quebra-cabeça                         | Não       | controle                                  |
| Legend of Dungeon (lenda da masmorra)          | RPG de ação                           | Não       | controle                                  |
| Lucky's Tale (conto de sorte)                  | jogo de plataforma                    | Sim       | controle                                  |
| Minecraft                                      | aventura e sandbox                    | Não       | controle                                  |
| Obduction (obdução)                            | aventura e quebra-cabeça              | Não       | remote / touch / controle / mouse+Teclado |
| P·O·L·L·E·N (pólen)                            | Exploração                            | Não       | controle                                  |
| Quake (com mod)                                | FPS                                   | Não       | controle / mouse+Teclado                  |
| Rec Room (sala de recreação) opção "caminhada" | FPS / RPG de ação / Esportes / Social | Não       | touch                                     |
| roblox                                         | Caixa de areia                        | Não       | Mouse + Teclado / controle / touch        |
| Subnautica                                     | Aventura                              | Não       | controle                                  |
| The Climb (a escalada)                         | Exploração                            | Sim       | touch / controle                          |
| The Solus Project (o projeto solus)            | aventura de exploração                | Não       | controle / mouse+Teclado                  |
| The Town of Light (a cidade da luz)            | Horror                                | Não       | controle                                  |
| Stormland (terra da tempestade)                | Ficção científica                     | Sim       | touch                                     |